# Scope (Fachzeitschrift)
Scope (Eigenschreibweise: SCOPE) ist ein monatlich erscheinendes Industriemagazin aus dem Verlag Weka Business Medien GmbH. Leser sind die Führungskräfte aus den technischen Abteilungen sowie Einkauf und Logistik. Das Themenspektrum von Scope umfasst kompetente Technik-Berichterstattung, Best-Practice-Beispiele, Managementthemen für Entscheider in der Industrie, Interviews, Reportagen, Hintergrund- und Übersichtsbeiträge. Die Standardausgaben werden durch Sonderhefte zu ausgewählten Themen ergänzt. Mit einer Auflage von 51.021 Exemplaren gehört Scope zu den auflagenstärksten deutschen Monatstiteln im Industriebereich. Scope war eine der ersten deutschen Kennziffer-Zeitschriften und brachte dieses Heft-Konzept Anfang der 1960er-Jahre nach Deutschland.

## Webauftritt
Im Internet veröffentlicht die Redaktion neben den Inhalten des gedruckten Heftes auch aktuelle Branchennachrichten. Die Nachrichten können sowohl per Newsletter, als auch per RSS-Feed und Twitter verfolgt werden.

## Historie
Das Scope-Journal erschien erstmals 1961 und war ein für die damalige Zeit neuer Typus von Fachzeitschrift. Im Oktober 1986 wurde der Titel zu Scope verkürzt. Verleger Roland Hoppenstedt übernahm das Konzept der Kennziffer-Zeitschrift für den deutschen Markt, das der englische Verleger Ryan in den 1950er-Jahren mit der Zeitschrift Scope’s Factory and Office Service eingeführt hatte. Erster Chefredakteur war Carl Hertweck, der das Blatt bis zu seinem Tod 1970 führte. Scope war von Beginn an sehr erfolgreich. Der Seitenumfang stieg von 424 Seiten im Jahr 1961 auf 3.034 Seiten im Jahr 1970. 1973 wurden daher die Themen Automation und Handhabungstechnik in die neue Zeitschrift handling ausgegliedert.
Von 1970 bis 1992 leitete Günter Schlieper das Heft, auf ihn folgten 1992 Edgar Grundler und 1994 Dieter Capelle. Unter dessen Führung wird bereits 1996 der Webauftritt von Scope gestartet. Ihm folgte als Redaktionsleiter Hajo Stotz. Die aktuelle Chefredakteurin ist Andrea Gillhuber.

## Bemerkung
Es gibt weitere Zeitschriften mit dem Titel Scope, darunter auch Fachzeitschriften, auch eine vom ICSU herausgegebene, eine zur Geschichte der Photographie und eine der Loma Linda University in Loma Linda, USA.